# 聖埃爾莫要塞
聖埃爾莫要塞是位於馬爾他首都瓦萊塔的一座要塞。要塞始建於1417年，現在是一個觀光景點。

## 外部連結
- National Inventory of the Cultural Property of the Maltese Islands （页面存档备份，存于）
- The World Monuments Fund's 2008 Watch listing for Fort St. Elmo （页面存档备份，存于）